# Prezidentské volby v Polsku 2015

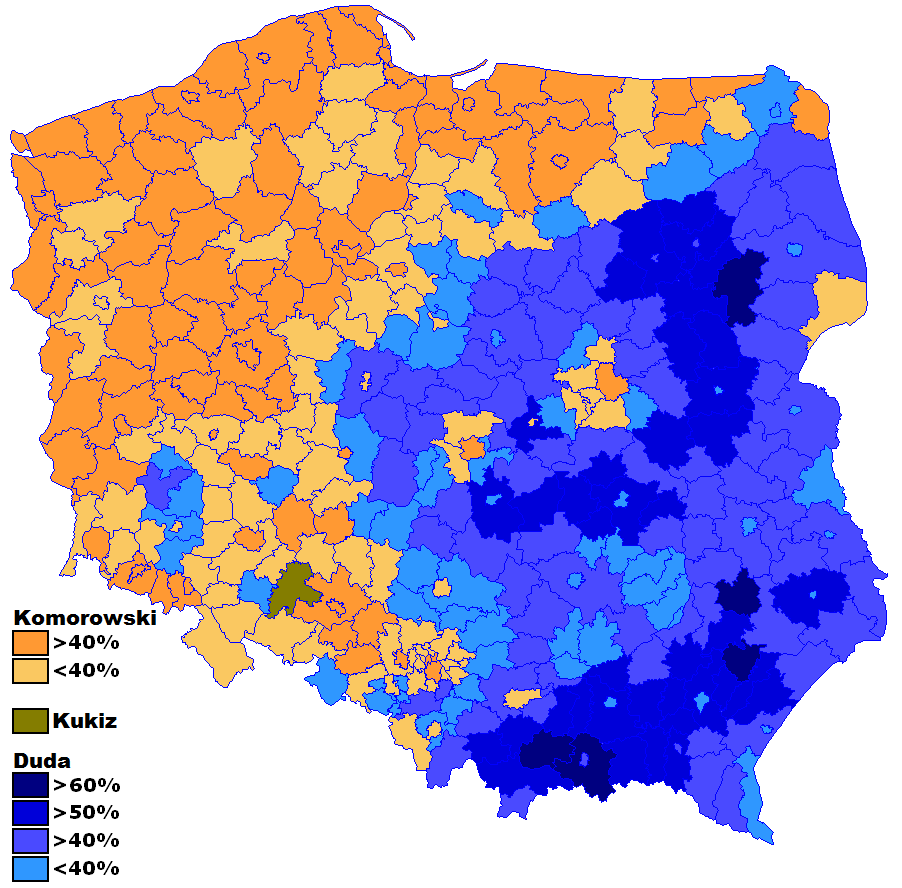
Vítězové prvního kola podle obvodů

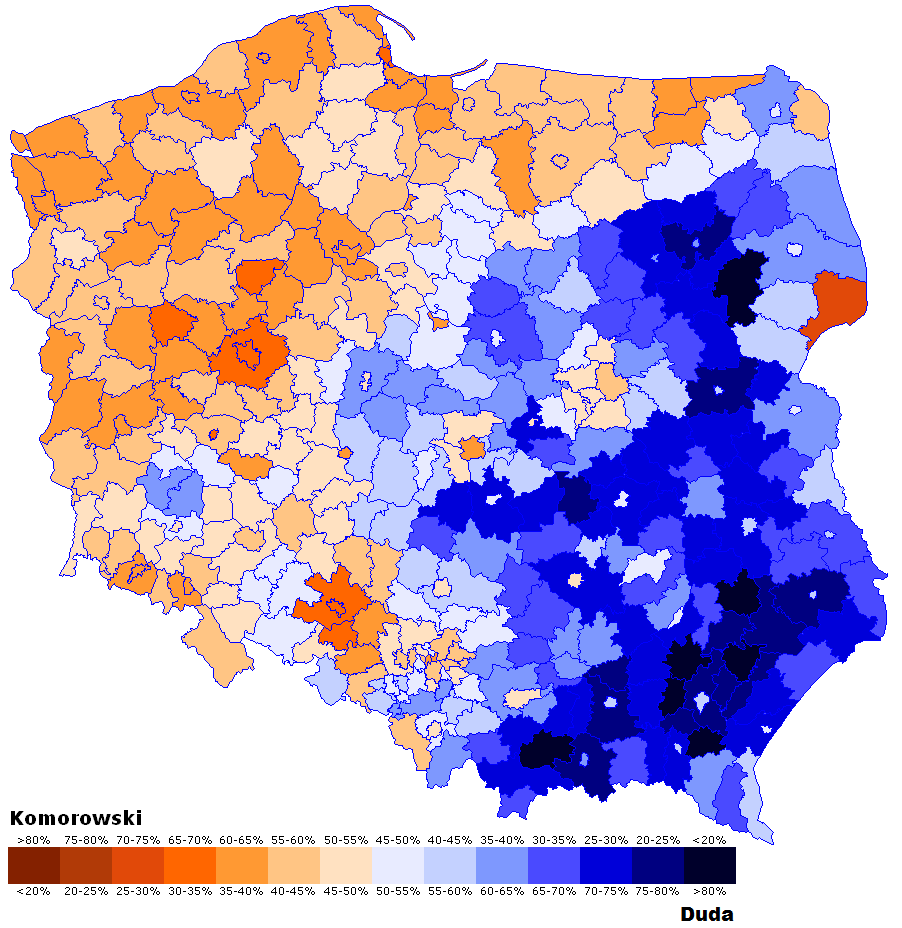
Vítězové druhého kola podle obvodů

V polských prezidentských volbách byl 24. května 2015 zvolen poslanec Evropského parlamentu a člen nejsilnější opoziční strany Právo a spravedlnost. V prvním kole se 10. května o funkci prezidenta ucházelo 11 kandidátů, z nichž nejvíce hlasů získal Andrzej Duda (34,76 %), dosavadní prezident Bronisław Komorowski za vládní Občanskou platformu (33,77 %) a nezávislý kandidát Paweł Kukiz (20,8 %). První dva kandidáti se 24. května utkali ve druhém kole. Andrzej Duda získal 51,55 % a Bronisław Komorowski 48,45 % hlasů.
Nejvíce volili Andrzeje Dudu v Podkarpatském vojvodství, kde získal 71,39 % hlasů. Bronisław Komorowski byl nejúspěšnější v Lubušském vojvodství se ziskem 60,16 % hlasů. Volební účast byla 48,96 % v prvním kole a 55,34 % ve druhém kole. Od roku 1990 to byly šesté prezidentské volby. Byly také prvními volbami, ve kterých se o úřad prezidenta neucházel žádný z předsedů dvou hlavních parlamentních stran. Mezi předvolebními tématy se objevila i otázka přijetí evropské měny euro.

## Výsledky voleb
| Kandidát             | Strana                   | První kolo | První kolo | Druhé kolo | Druhé kolo |
| Kandidát             | Strana                   | Hlasy      | %          | Hlasy      | %          |
| Andrzej Duda         | Právo a spravedlnost     | 5 179 092  | 34,76      | 8 630 627  | 51,55      |
| Bronisław Komorowski | Občanská platforma       | 5 031 060  | 33,77      | 8 112 311  | 48,45      |
| Paweł Kukiz          | nezávislý                | 3 099 079  | 20,80      |            |            |
| Janusz Korwin-Mikke  | KORWiN                   | 486 084    | 3,26       |            |            |
| Magdalena Ogórek     | Svaz demokratické levice | 353 883    | 2,38       |            |            |
| Adam Jarubas         | Polská lidová strana     | 238 761    | 1,60       |            |            |
| Janusz Palikot       | Tvoje hnutí              | 211 242    | 1,42       |            |            |
| Grzegorz Braun       | nezávislý                | 124 132    | 0,83       |            |            |
| Marian Kowalski      | Národní hnutí            | 77 630     | 0,52       |            |            |
| Jacek Wilk           | Kongres nové pravice     | 68 186     | 0,46       |            |            |
| Paweł Tanajno        | Přímá demokracie         | 29 785     | 0,20       |            |            |
| Celkem               | Celkem                   | 14 898 934 | 100,00     | 16 993 169 | 100,00     |
| Účast voličů         | Účast voličů             | 48,96%     |            | 55,34%     |            |